# Transferência horizontal de genes

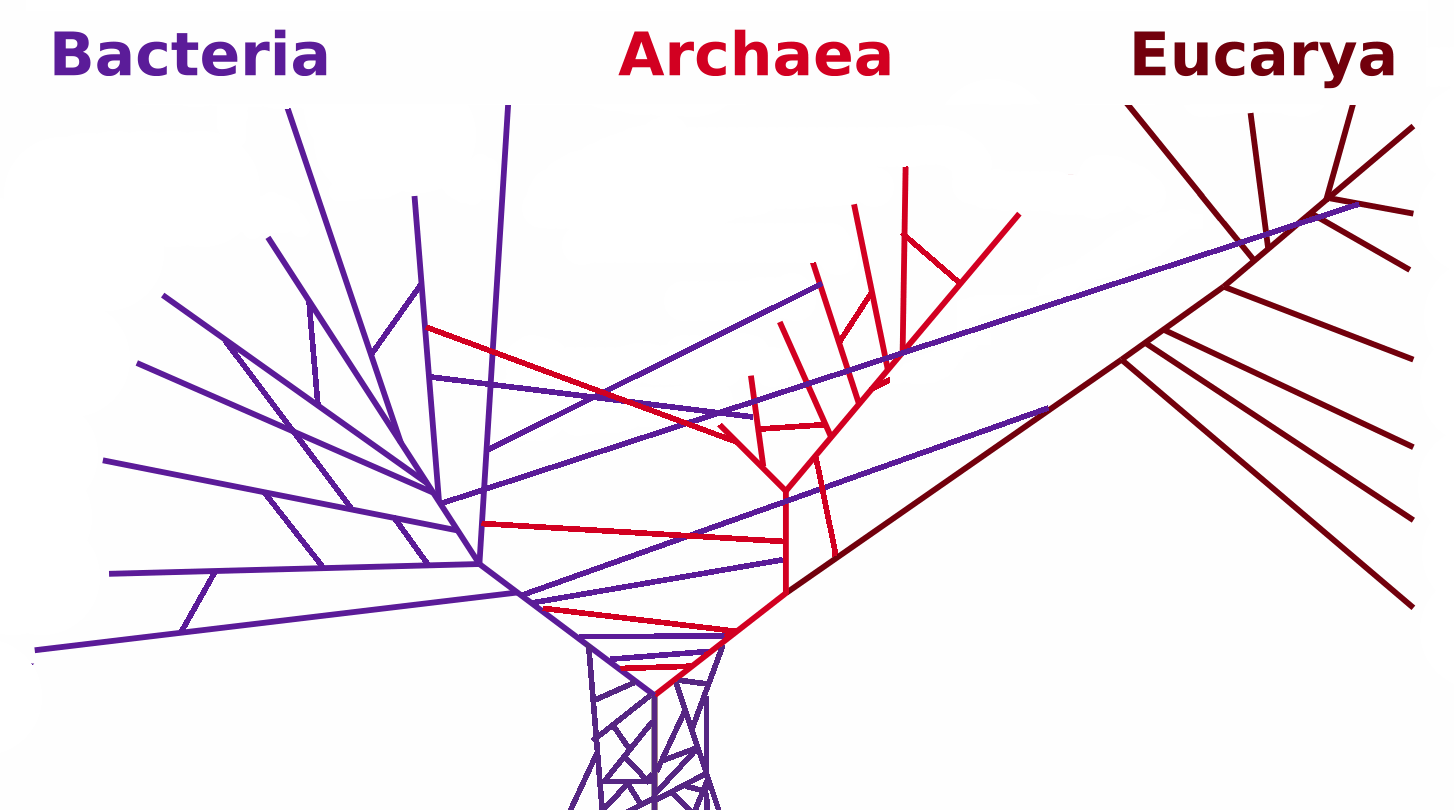
Árvore filogenética mostrando altas taxas de transferência horizontal de genes entre organismos.

A transferência horizontal de genes (THG), ou também citada como transferência lateral de genes, é um processo descrito como repasse de informações genéticas entre genomas, em organismos não hereditários, de forma assexuada. O DNA (ou RNA) recebido tem capacidade de substituir genes existentes ou até mesmo inserir novos genes em um genoma, podendo ser considerado um mecanismo de variabilidade genética. Justamente pela gama de possibilidades de variação genética, a THG pode desempenhar um papel relevante para a adaptação, evolução e, como consequência, evolução das virulências, onde o grau de patogenicidade é amplamente mediado por elementos genéticos móveis. (Keen, 2012).  Além disso, a transferência horizontal também pode acarretar a resistência antimicrobiana em diversas espécies bacterianas. Segundo Barlow (2009), a THG, por causar uma disseminação bastante ampla e acelerada de determinantes de resistência, gera uma seleção para resistência causada pelo uso de antimicrobianos, acontecendo de forma subsequente a interação. 
Por fim, a THG, por participar de forma relevante na evolução de bactérias que possuem capacidade de degradar diferentes compostos, possibilitou a degradação de pesticidas artificiais. (McGowan et al., 1998).

## História
Transferência horizontal de genes foi descrita pela primeira vez no Japão numa publicação de 1959 que demonstrou a transferência de resistência a antibióticos entre espécies diferentes de bactérias. No entanto, o significado da sua pesquisa não foi devidamente apreciado no ocidente nos dez anos que se seguiram. Michael Syvanen foi um dos primeiros biólogos ocidentais a explorar o significado potencial da transferência horizontal de genes. Syvanen publicou uma série de artigos sobre transferência horizontal de genes começando em 1984,  prevendo que a transferência lateral de genes existe, tem significado biológico e que este processo moldou a história evolutiva desde o primórdios da vida na Terra.

## Mecanismos

Mecanismos da Conjugação

Mecanismos da Transdução

Existem vários mecanismos atuantes na TGH, sendo eles mediados por agente de transferência de genes, conjugação bacteriana, transdução e transformação.
- Conjugação: É a troca de material genético entre células, o plasmídeo de uma célula doadora é transferido para uma célula receptora recombinante durante o contato celular, não gerando descendentes. [4]Sendo assim considerada uma recombinação genética entre as bactérias.

- Transdução: O DNA bacteriano é transferido entre as bactérias através de um vírus (bacteriófago).

- Transformação: Há a alteração genética da célula. Ocorre após a introdução, captação e expressão do material genético estranho (podendo ser DNA ou RNA), onde adquiriu pedaços da proteína dispersos no meio utilizando como se fosse seu próprio.

- Agentes de transferência de genes: São elementos com estrutura similar aos vírus que são codificados pelo hospedeiro.(São encontrados nas ordens Alphaproteobacteria e Rhodobacterales). Esse processo foi recentemente descrito, em bactérias marinhas (Rhodobacter capsulatus). Acredita-se que esteja envolvido com as adaptações às mudanças que ocorrem bruscamente no ambiente.[5]

## Transferência Horizontal Artificial ( Engenharia Genética)

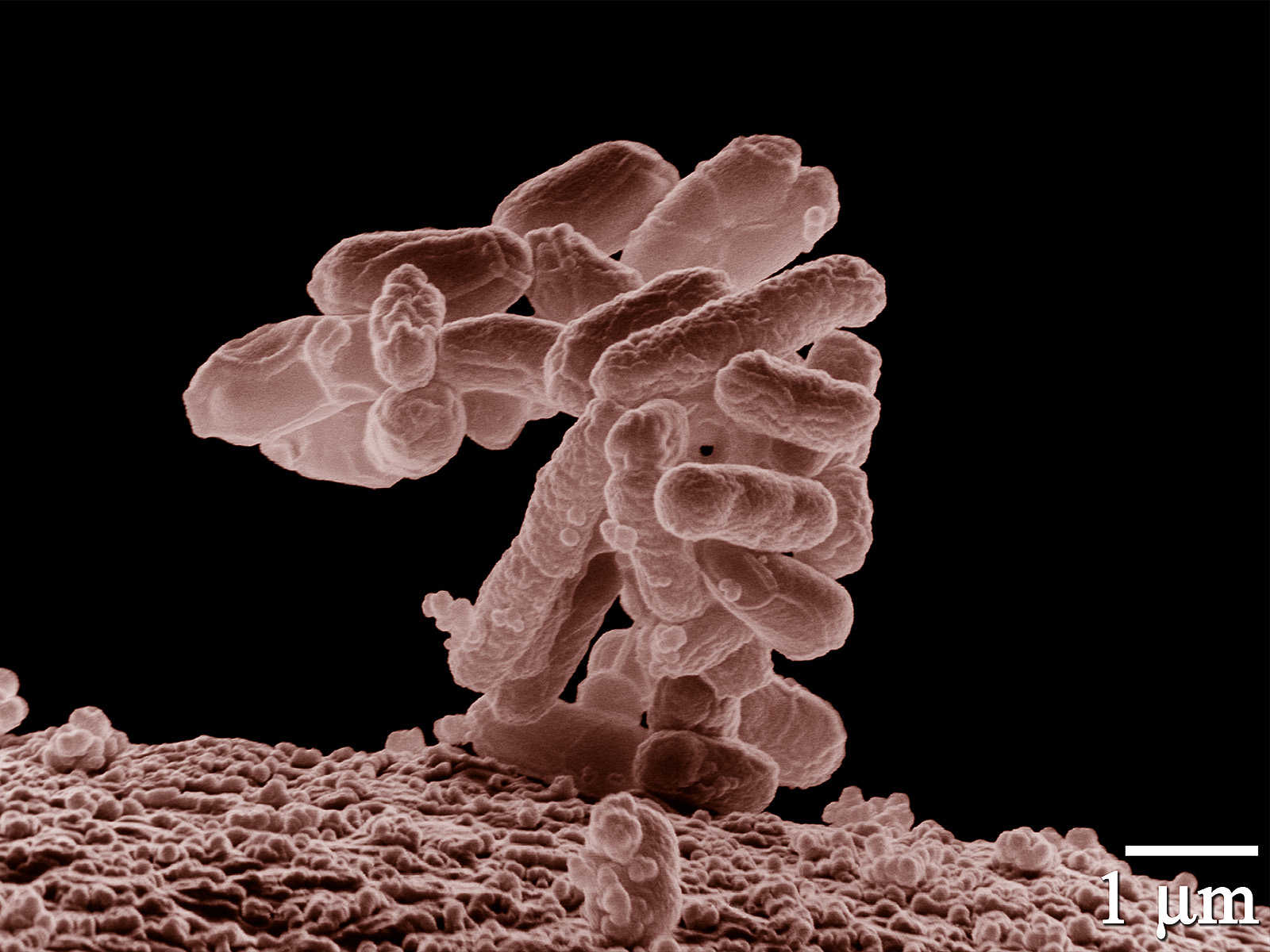
Escherichia coli

Com os avanços, nas ultimas décadas, de técnicas moleculares, ocorreu um aumento na utilização de organismos geneticamente modificados (Transgênicos). A produção de um transgénico nada mais é do que um processo de transferência horizontal, só que, ao contrario do que ocorre naturalmente,  o mecanismo de criação de um transgênico é controlado em laboratório.
Algumas técnicas de engenharia genética usam  transposão. Um exemplo é a utilização do Sleeping Beauty Transposon system (SB), ele é um transposão artificial, construído com o objetivo de introduzir sequências de DNA bem conhecidas em cromossomos de vertebrados, afim de descobrir novos genes e funções.
Uma outra técnica que é usada para a produção de transgénicos é a biobalística, ela consiste em bombardear as células com micropartículas de ouro ou tungsténio que carregam o DNA para dentro da célula, geralmente esse processo não a destrói , e assim o organismo recebe o DNA de outro e o transgénico é criado.  Esse método revela ser  o mais eficiente para a produção de milhos transgénicos.
Outras técnicas utilizam os mesmos mecanismos que encontramos na transferência horizontal natural, só que nesse caso essas técnicas são monitoradas em laboratório. Dentre algumas podemos citar a utilização de plasmídeos bacterianos (principalmente de Escherichia coli) e a utilização de vírus (principalmente bacteriófago) para a inserção de alguns fragmentos dentro das células.

### Importância e Controvérsias

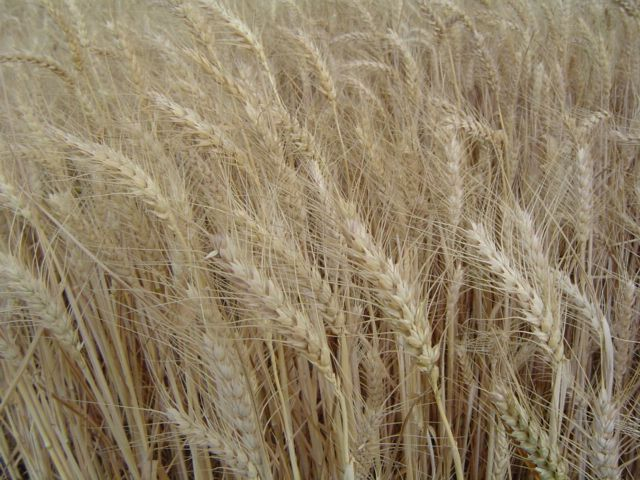
Plantação de Trigo

A principal ideia da engenharia genética é  a produção de organismos mais resistentes e produtivos. Essa técnica hoje é amplamente aplicada da agricultura e pecuária a fim de produzir organismos mais resistentes a pragas e doença, que antes eram responsáveis por dizimar plantações e criações inteiras. Como exemplos podemos citar a Soja resistente ao herbicida glifosato, ela é produzida  com a inserção de um gene de Agrobacterium e o algodão (bt). Esse tipo de algodão é produzido com a inserção de genes do Bacillus thuringiensis que produzem toxinas inseticidas, tornando-o assim resistente ao ataque de diversas pragas. Esse tipo de algodão já é liberado para consumo em países como África do Sul, Argentina, Austrália, China, Colômbia, Índia, Indonésia, México, e Estados Unidos mas ainda passa por testes no Brasil.
Estima-se que no Brasil 25.4 milhões de hectares da produção agrícola atual use transgénicos (sendo o segundo pais a na utilização de transgénicos na agricultura)  e no EUA 66.8 milhões de hectares sejam de organismos geneticamente modificados (o primeiro no mundo em uso na agricultura).
Entretanto, a ampla utilização dos transgénicos não é completamente aceita por algumas pessoas. Mesmo com a ausência de estudos (principalmente em humanos) que indicam algum problema como a utilização desses alimentos, acredita-se que essa utilização possa causar alguns danos. Alguns acreditam que a proliferação dos transgénicos possa diminuir o controle de algumas doenças.
O principal indicio do possível problema que esses alimentos possam causar a saúde de humanos está relacionado ao consumo de um milho modificado que causou reações alérgicas em várias pessoas que o consumiram, acredita-se que o gene Cry9C, adicionado a esse organismo produza uma proteína que causa a reação alérgica em humanos.
Outra preocupação com a utilização dos transgénicos tange a questão da possível perda e modificação da estrutura genética de algumas plantas, e o aumento do uso de agrotóxicos. Há ainda a preocupação com o possível monopólio da tecnologia  de produção dessas plantas, e conseguente dependência dos produtores com grande empresas.

## Transferência Horizontal na Evolução

Representação das transferências entre os três domínios

Muitas pessoas focam os processos evolutivos apenas em mutações, seleção natural e deriva genética. Contudo a Transferência horizontal é um forte mecanismo que molda os processos evolutivos.
A transferência horizontal não é um processo passível, como a seleção natural por exemplo, já que ela ocorre graças a processos que dependem apenas dos organismos, como a Conjugação, Transdução, Transformação e em alguns casos também por agentes de transferência.
Muitos cientistas fazem um esforço enorme para a construção da Arvore da vida. Entretanto a transferência horizontal é um dos maiores entrave para uma árvore da vida robusta, já que a troca de genes entre os três domínios da vida são mais comuns do que se pensava e assim as relações filogenéticas podem ficar conturbadas.

### Três Domínios e a Árvore da Vida

Filogênia simplificada dos Três Domínios

Os organismos vivos são classificados em três grandes domínios. O Domínios Archaea é composto por organismos procariotos, geralmente quimiotróficos, muitos dos quais a maioria é Extremófilo encontrados vivendo em ambiente como fontes termais, ambiente muito salinos, ambiente ricos em enxofre ou com altas temperaturas. O domínio Bacteria é composto por organismos unicelulares procariotos. Já  o domínio Eukaryota contempla por todos os eucariotos (tem o núcleo celular delimitado por uma membrana) , tanto unicelulares (protozoários) como multicelulares (animais, fungos e plantas), sendo que todos os seres procariotos encontram-se exclusivamente nos domínios Archaea e bacteria e os eucariotos no domínio Eukariota.
Atualmente existe um grande esforço para a construção de uma árvore que represente as relações entre os três domínios e entre todas as espécies da terra. A Ideia da árvore da vida surgiu com Charles Darwin. Atualmente os cientistas usam para a formação dessa árvore dados moleculares,  principalmente baseados na sequência de nucleótidos  do ribonucleotídeo SSU RNA que é encontrado em todas as células vivas da terra. A Ideia geral é de que todas as formas de vida da terra tenham um ancestral comum, assim partindo desse ancestral seria possível criar uma relação entre todos os seres do planeta.

Representação dos Três Domínios em forma de anel, as setas indicam os domínios Archaea, Bacteria e Eukaryota

Entretanto, com a descoberta do considerável número de transferências horizontais entre os procariotos e às vezes ate mesmos entre eucariotos surgiu uma duvida se as relações propostas estão corretas. Alguns cientistas atualmente  sugerem que o melhor método de representar a evolução dos seres vivos não seja uma arvore, mas talvez um anel, ou seja, um método de representação com uma visão mais ampla do processo de evolução, contemplando a influencia da transferência horizontal entre todos os domínios, sem eliminar a existência dos mesmos.  Outros preferem propor uma arvore da vida mas sem considerar apenas uma única célula como ancestral de toda a forma de vida na terra.

### Transferência Horizontal em Procariotos
Em Bactérias, a evolução é muito rápida (quando comparada com outros organismos), um dos fatores para esse fato é a relativa facilidade de permuta de genes, juntamente como outros fatores da biologia delas.

#### Resistência a Antibióticos
Os antibióticos foram criados afim de combater várias infecções. Entretanto com o passar do tempo começaram a ser notadas  perda de eficiência de alguns deles. Esse fato se tornou um serio problema de saúde.
Hoje sabe-se que as bactérias podem obter resistência por vários motivos, como, por meio da transferência vertical de genes (reprodução assexuada) , mutações, ou por outro fatores inerentes a elas. Entretanto, um dos casos mais reportados de obtenção de resistência é por transferência horizontal.
Nesse caso  o processo acontece quando uma bactéria sem resistência recebe de outra bactéria (da mesma espécie ou de espécie diferente) um gene que garante resistência. Esse processo  pode ocorrer pela simples troca de plasmídeos (Conjugação), pela absorção de um pedaço de DNA do meio (Transformação)  e com a ajuda de um vírus, que carrega o material genético de uma bactéria para outra (Transdução).

### Transferência Horizontal em Eucariotos
A Transferência Horizontal de Genes (THG), é o processo pelo qual um organismo incorpora material genético de outro organismo que não é o seu progenitor direto. Esse tipo de transferência é mais rara em eucariota e muito comum em procariotas, já que estes tem um genoma na maioria das vezes menor e consequentemente mais fácil de estudar, como por exemplo, as bactérias e, nesse caso, desempenha um papel essencial na resistência a antibióticos e na adaptação a ambientes variados. Contudo com os avanços na área da genômica a transferência horizontal em eucariotos tem sido cada vez mais estudada e pesquisada. 
O primeiro assunto a chamar a atenção para a transferência horizontal em eucariotos e a possível transferência horizontal de alguns organelas para o DNA nuclear. Os organelos em questão são as mitocôndrias e cloroplastos. Segundo a teoria da endossimbiose essas duas organelas eram na verdade bactérias que foram englobados pelas primeiras células, sendo que tanto mitocôndrias como cloroplastos tem o seu DNA próprio.
Hoje, com o estudo da genética descobriu-se algumas sequencias de DNA mitocondrial em sequencias nucleares. Acredita-se que as copias nucleares dos genes mitocondriais acabem sendo transcritos no núcleo mas que em seguida voltem para a mitocôndria para executar sua função. Os mecanismos e motivos que levaram a essa transferência ainda não estão completamente elucidados, mas acredita-se que esse fenómeno tenha a ver com o processo de seleção natural.
Em eucariotos mais simples com por exemplo o fungo  Saccharomyces cerevisiae o processo de transferência horizontal já esta bem reportado. Acredita-se que haja 10 casos de transferência lateral nessa espécie.
Um desses caso é o gene codificante da enzima DHOD, o estudo desse gene  indica um transferência logo após a separa das linhagens de S. cerevisi e de Candida albicans, sendo esse gene possivelmente originário de Lactobacillales.

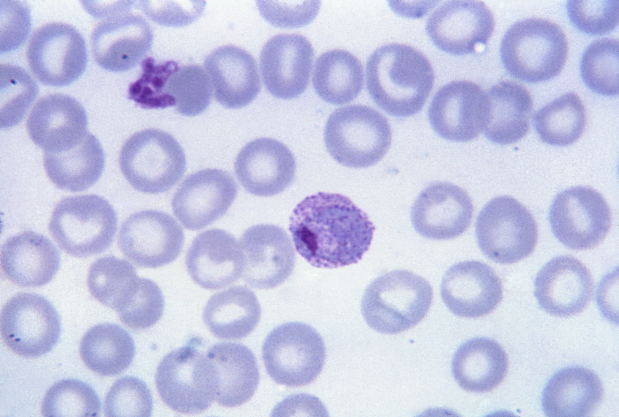
Células Sanguíneas infectadas com Plasmodium vivax

Um caso muito interessante de possível transferência horizontal, diz respeito ao Homo sapiens e o Plasmodium vivax protozoário causador da malária, dois organismos eucariotos. Analises dos dois genomas encontraram regiões muito similares entre as duas espécies indicando um possível caso de transferência horizontal. Alguns genes de muita importância para a vida do Plasmodium vivax foram encontrados no DNA humano, um deles, o responsável pela síntese da enzima Oxido nítrico sintetase 1, enzima essencial para a proteção do Plasmodium. Esse fato começa  a lança luz sobre o funcionamento da transferência horizontal em eucariotos (Principalmente sobre a transferência que ocorre em humanos), bem como em processos de co-adaptação e evolução de parasitas.

### Importância na Evolução
O primeiro ponto a ser discutido é o problema que os genes transferidos causam na resoluções filogenéticas. Quando esses genes são usados para propor uma relação podemos encontrar falsos resultados, por exemplo, em bactérias podemos encontrar uma espécie mais próxima de outra se usarmos um gene que foi transferido lateralmente, mas na verdade, se usarmos genes transferidos verticalmente essa relação muda para uma conformação mais robusta e confiável.
Assim para que possamos ter uma filogenia robusta devemos considerar vários genes a fim de evitar confusões com possíveis genes transferidos horizontalmente.
O segundo, é a real influencia na evolução. Como já citamos aqui, alguns casos bem documentados de transferência horizontal mostram que os genes recebidos são funcionais nos organismos que o recebem, como por exemplo o caso da S. cerevis e do plasmodim vivax. Casos como esses mostram que esse tipo de transferência pode alterar o valor adaptativo de uma espécie, e que, provavelmente em conjunto com outro fatores importantes no processo evolutivo, como seleção natural e deriva genica, podem perpetuar uma espécie.
Uma outra discussão importante provada pelos estudos com transferência horizontal de gene é sobre o primeiro ser vivo do planeta, aquele de deu origem a todas a outras formas de vida, chamado de Último Ancestral Comum  Universal ( LUCA, sigla em inglês). A ideia inicial (ou a que era mais aceita) é de que todo o ser vivo tem o mesmo ancestral comum, a “célula” inicial, entretanto alguns estudos indicam que talvez não tenha existido um organismo em particular no início da vida na terra, mas sim um conglomerado de diversas células primitivas que evoluíram juntas. Essas células tinham poucos genes, mas eventualmente trocavam genes entre elas ate dar origem às formas de vida que conhecemos hoje.

Exemplos na Natureza
A TGH desempenha um papel essencial na evolução adaptativa dos organismos e nos conceitos ecológicos, contribuindo para as dinâmicas ecológicas e para as interações entre espécies. Alguns exemplos disso incluem:
Relação Simbiótica entre Plantas e Microrganismos
•Relação Simbiótica entre Plantas e Microrganismos
Por meio da TGH, algumas espécies de plantas podem coevoluir adquirindo genes de resistência a vírus ou patógenos presentes no solo, mediada pela interação com microrganismos ou hospedeiros. Um exemplo notável é a Agrobacterium tumefaciens, que transfere genes capazes de induzir tumores nas plantas, promovendo alterações nas sucessões ecológicas e favorecendo a predominância de determinadas espécies em relação a outras.
•Alteração das Interações de Competição e Cooperação:
Por meio da TGH, certos microrganismos podem adquirir genes de resistência a antibióticos de outras bactérias, permitindo que sobrevivam e se destaquem em ambientes onde esses compostos estão presentes. Esse mecanismo favorece a predominância dessas bactérias, seja no intestino de um organismo ou no solo, locais marcados por intensa competição por recursos.
•Microbioma e Homeostase Ecológica:
As interações entre os microrganismos do microbioma de um hospedeiro e a transferência de genes podem impactar diretamente o equilíbrio ecológico interno, favorecendo a manutenção da saúde ou o desenvolvimento de doenças. Um exemplo é a aquisição de genes de resistência a antibióticos por microrganismos do microbioma intestinal, o que altera a dinâmica das interações microbianas e pode influenciar significativamente a saúde do hospedeiro.

## Implicações para a Saúde Pública
A transferência horizontal de genes tem gerado preocupações significativas no campo da saúde pública, especialmente em relação à resistência a antibióticos, doenças infecciosas e biotecnologia. Esse processo ocorre quando características genéticas são transferidas entre microrganismos, podendo envolver tanto indivíduos da mesma espécie quanto de espécies diferentes. A propagação de genes associados a características indesejáveis, como a resistência antimicrobiana, pode ter um impacto considerável na evolução das doenças e no tratamento delas.
•Implicações para a Vacinação e Terapias Genéticas:
A transferência horizontal de genes também pode ser explorada no desenvolvimento de novas vacinas e tratamentos por meio da terapia genética. A utilização de tecnologias como o CRISPR e outras ferramentas de edição genética facilita a introdução de genes específicos em células humanas ou animais, visando a criação de tratamentos inovadores. No entanto, tais avanços geram discussões éticas e de segurança, especialmente no que diz respeito à modificação genética em seres humanos. Há ainda preocupações sobre efeitos colaterais imprevistos e a possibilidade de transferência acidental de genes. Apesar disso, o potencial dessas tecnologias para erradicar doenças genéticas hereditárias é promissor, o que poderia resultar em impactos positivos significativos para a saúde pública.
•Transmissão de Genes de Patógenos:
Microrganismos como vírus, bactérias e fungos têm a capacidade de transferir genes de virulência entre si, o que pode levar ao surgimento de novas linhagens patogênicas. Esse fenômeno é particularmente preocupante em ambientes como hospitais, áreas com saneamento inadequado e populações com saúde comprometida. A transferência de genes entre diferentes tipos de microrganismos facilita a emergência de novas cepas patogênicas, agravando doenças existentes ou ocasionando o surgimento de novas infecções. O descontrole desse processo pode resultar em epidemias e pandemias, dificultando os esforços de vigilância e controle, uma vez que os patógenos podem rapidamente adquirir novas características genéticas, tornando a detecção precoce mais desafiadora.
•Resistência Antimicrobiana:
A resistência antimicrobiana constitui um dos maiores desafios à saúde pública. Esse fenômeno ocorre quando genes de resistência são transferidos de uma bactéria para outra, por meio de mecanismos como plasmídeos, transposões ou bacteriófagos. A transferência desses genes acelera a evolução das bactérias, tornando infecções simples mais difíceis de tratar e resultando no surgimento de cepas resistentes a antibióticos. A disseminação desses genes de resistência é uma grande preocupação, pois a limitação de opções terapêuticas aumenta os custos do tratamento e sobrecarrega os sistemas de saúde.
INCERTEZAS
O principal motivo das incertezas do funcionamento da transferência horizontal se dá pela falta de filogenias com evidências de várias espécies. Como por exemplo o caso do genoma humano, o qual acredita-se que tem cerca de 100 genes de bactérias. Contudo, a falta de genomas completos de outros animais (atualmente temos genomas completos apenas de vermes e moscas) impossibilita saber se esses genes realmente estão presentes apenas em bactérias e em humanos, ou se eles estão presentes na maioria dos outros animais, mas foram perdidos (perda gênica) justamente em vermes e moscas. Então, à medida em que acumularmos dados sobre outras espécies, poderemos identificar casos de transferência horizontal (ou talvez perda gênica) com maior precisão e correção.